# Franciszek Ksawery Petrowicz
Franciszek Ksawery Petrowicz (ur. 1820, zm. w 1897 w Wołostkowie) – ziemianin, działacz gospodarczy.
Ziemianin, dzierżawca dóbr Wysocko w pow. jarosławskim a następnie właściciel dóbr Wołostków, w pow. mościskim.
Był działaczem i członkiem różnych stowarzyszeń gospodarczych. Jeden z pierwszych członków Galicyjskiego Towarzystwa Gospodarskiego, wstąpił do niego  31 stycznia 1846. Należał do niego w latach 1846–1890, najpierw jako członek (1846–1868), a po powstaniu oddziałów był kolejno członkiem oddziału przemysko-mościcko-jaworowskiego (1869–1873) i rudeńsko-gródeckiego (1872–1890). Członek Komitetu GTG (30 stycznia 1866 – 28 czerwca 1870). Członek (1869–1871) i wiceprezes (1872–1882) Wydziału Okręgowego w Mościskach Galicyjskiego Towarzystwa Kredytowego Ziemskiego.
Z wyboru grupy większych właścicieli członek (1867–1874) Rady Powiatu i członek (1870) Wydziału Powiatowego w Mościskach. Szacownik dóbr w obwodzie przemyskim, od 1874 w powiecie Sądowa Wisznia Sądu Obwodowego w Przemyślu (1868–1897). Członek Krajowej Komisji do szacowania podatku katastralnego we Lwowie (1867–1869). Członek powiatowej komisji szacunkowej podatku gruntowego w Mościskach (1871–1876).

## Rodzina
Pochodził z rodziny ormiańskiej, herbu Kotwica osiadłej na Bukowinie. Prawdopodobnie był synem Krzysztofa Petrowicza.